# Thesprotiko
Thesprotiko  este un sat în Grecia în Prefectura Preveza.